# پارکت

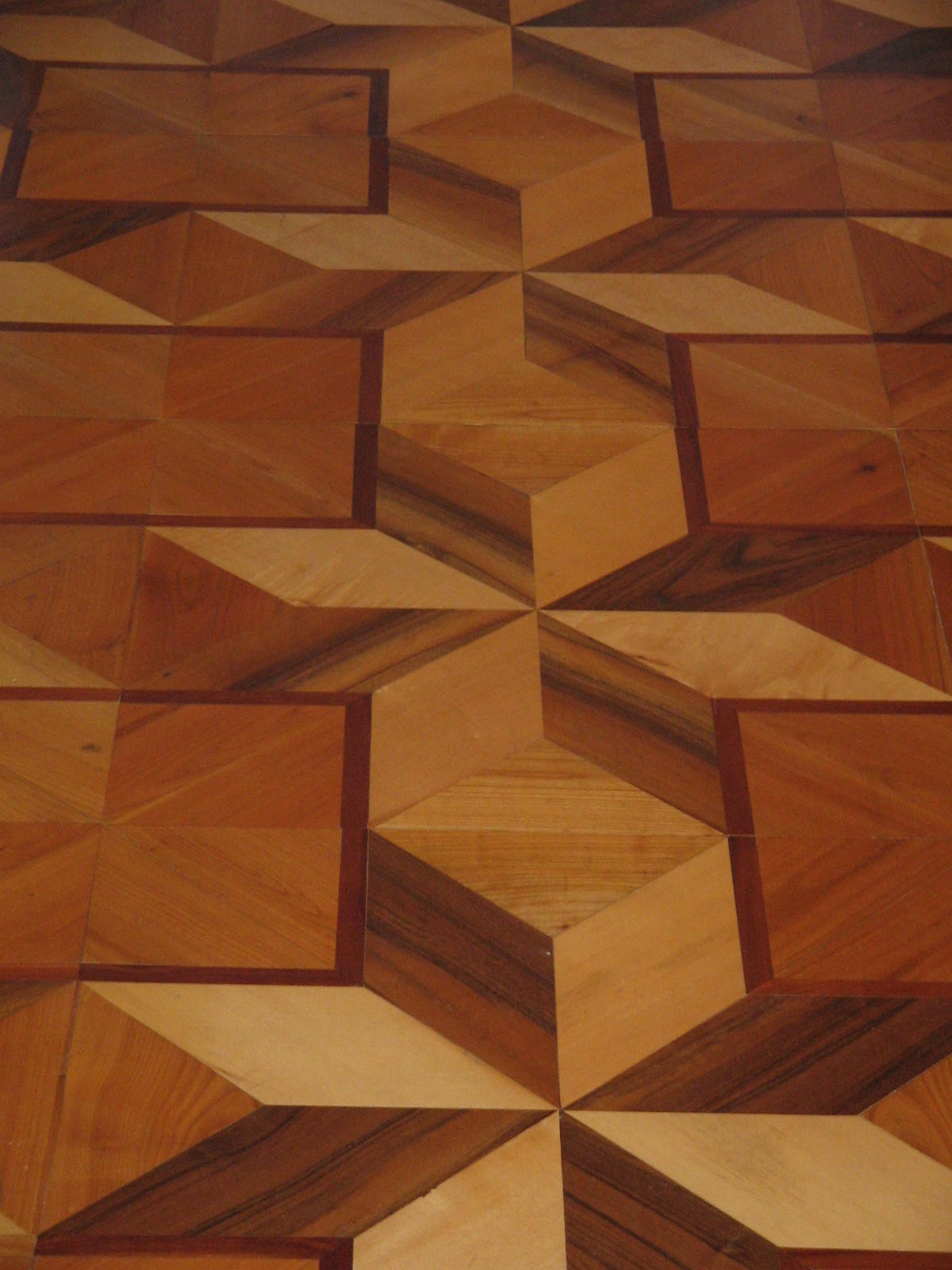
چوب‌فرش

پارکت، چوب‌فرش یا کف‌پوش چوبی، کف‌پوشی از جنس چوب است که برای داخل ساختمان استفاده می‌شود. بدین صورت که قطعات چوب‌فرش را به شکل‌های (پترن) مختلف مانند جناغی، آجری، شورون، شطرنجی و سطری و … در کنار هم قرار می‌دهند تا کف ساختمان پوشیده شود. امروزه کف‌پوش‌های جدیدی با مغزی ام دی اف و اچ دی اف و رویه کاغذ پرینت شده نقش و طرح چوب نیز استفاده می‌شوند که لمینت یا لمینیت فلورینگ نام دارند و به اشتباه با نام چوب‌فرش در بازار عرضه می‌شود در صورتی که اولین شناسه چوب‌فرش، طبیعی بودن آن است. لمینیت نسبت به چوب‌فرش عمر کمتری دارد و در برابر رطوبت حساستر است و فاقد ویژگی‌های بنیادی چوب‌فرش هستند.
چوب‌فرش‌های طبیعی در ابعاد و اندازه‌های مختلف مانند  240*19-100*10-170*18-60*9-30*9-49*7 سانتیمتر و... وجود دارند، و طریقه نصب آن استفاده از چسب‌های مخصوص چوب‌فرش و یا حالت شناور، که هیچ فضایی را برای فعالیت موریانه و خوردگی باقی نمی‌گذارند. چوب ذاتا نسبت به رطوبت حساس است اما امروزه کمپانی‌های معتبری که چوب‌فرش‌های مهندسی‌شده دارند با پوشش‌های روغن ، لاک و رنگ قوی، آن را بسیار مقاوم می‌کنند. اگر چوب‌فرشی می‌خواهید که ۱۰۰٪ ضدآب باشد باید به دنبال ترموودها باشید. ترموودها به راحتی در فضای بیرون مانند بام یا تراس استفاده شده و ضدآب هستند 
نکته مهمی که بایستی توجه گردد این است که در ایران پارکت لمینت را با پارکت اشتباه میگیرند، نکته ای که بایستی به آن توجه کرد این است که پارکت از جنس چوب خالص و پارکت لمینت از مغزی HDFتشکیل شده که اجزای آن در هم کلیک می شوند. 
چوب‌فرش باید از جنس چوب ساخته شده و باید به صورت‌های مختلف قابل اجرا بر روی کف ساختمان باشد. در گذشته بیشتر از مدل‌هایی که از چوب طبیعی با تکه‌های کوچک به صورت پازلی یا شطرنجی در کنار هم قرار می‌گرفت استفاده می‌شد. اما جدیدا چوب‌فرش‌های الواری با طول بلند یا جناغی با طول متوسط در بازار جا پیدا کرده‌است. در مورد تعداد دفعات ساب زدن این را بدانید که چوب‌فرش‌های مهندسی‌شده با تاپ لییر ۳ میلیمتر تا ۳ مرتبه و چوب‌فرش‌های سالید با ضخامت مفید ۶ میلیمتر حداقل ۶ مرتبه قابلیت ساب و لاک مجدد دارد. نکته مهم اینکه سبک زندگی و همچنین عمق خط و خش در تعداد ساب و لاک بسیار موثر است. 
از نظر جنس چوب نیز پارکت بلوط (در زبان طبری مازو نامیده می شود)در دنیا بهترین پارکت است. زیرا بسیار مقاوم به خط و خش و دانسیته بالایی دارد و بعد از آن گردو، ون، هیکوری،گیلاس، آزاد کاج و...در رتبه بعدی قرار میگیرند. جنس چوب پارکت حتما بایستی هاردوود باشد. سافت وودها به دلیل پایین دانسیته برای دیوار مناسبتر هستند.
تاریخچه پارکت به عنوان وسیله ای برای پوشش کف با عناصر چوبی در دکوراسیون داخلی به دوران باستان باز می گردد. در زمان های قدیم از پارکت بیشتر در کاخ ها، و ساختمان های مهم و مجلل استفاده می شد. اما با گذشت زمان استفاده از پارکت در منازل و اماکن مسکونی و حتی تجاری مانند فرودگاه ها نیز رایج شده است.
ویژگی اصلی پارکت این است که قطعات چوبی به شکل گرد و لوله ای قرار گرفته و توسط اتصالات به هم متصل می شوند. این روش به کارایی و دقت بالای کاربرد در ساخت پارکت اشاره دارد.استفاده از پارکت در دکوراسیون داخلی به دلیل زیبایی، ماندگاری و ارزشی که به فضا می بخشد همچنان پرطرفدار است. امروزه از پارکت به عنوان یکی از محبوب ترین گزینه های کفپوش برای منازل، مشاغل و ادارات استفاده می شود. همچنین پارکت به لطف ترکیب ویژگی هایی مانند طراحی زیبا، نگهداری آسان و مقاومت در برابر سایش، به مرور زمان جایگاه منحصر به فردی در صنعت کف سازی پیدا کرده است.
در سال‌های اخیر، پارکت‌های با روکش‌های محافظ، مقاومت بالا در برابر خراشیدگی و لکه‌ها، و حتی پارکت‌های ضدآب و مقاوم در برابر رطوبت نیز معرفی شده‌اند. این پیشرفت‌ها در فناوری تولید پارکت، امکان استفاده از آن در فضاهایی مانند حمام‌ها، آشپزخانه‌ها و مناطق با رطوبت بالا را فراهم کرده است.به طور کلی، پارکت به عنوان یک روش پوشش زمین بسیار تنوع‌پذیر است. طرح‌ها و رنگ‌های متنوع، انواع چوب‌ها و روکش‌ها، ضخامت‌های مختلف و حتی الگوهای نصب متنوع، امکان انتخاب و سازگاری با سلیقه و سبک معماری هر فضا را فراهم می‌کند.
از لحاظ نگهداری، پارکت نیاز به مراقبت و نگهداری دارد. برخی از پارکت‌ها نیاز به پوشش‌ها و روکش‌های محافظ دارند تا در برابر خراشیدگی و لکه‌ها مقاومت کنند. همچنین، در صورت قرار گرفتن در معرض آب و رطوبت دایم ، پارکت ممکن است آسیب ببیند. در نتیجه، نگهداری منظم، پاکسازی صحیح و استفاده نکردن از هر  مواد شوینده  برای حفظ زیبایی و دوام پارکت بسیار مهم است.
در نهایت، می‌توان گفت که پارکت به عنوان یک پوشش زمین طبیعی و زیبا، همچنان محبوبیت خود را حفظ کرده است. استفاده از پارکت در دکوراسیون داخلی فضاهای مسکونی، تجاری و عمومی، به فضا حس گرما، طبیعت و شیک‌پوشی می‌بخشد. با توجه به تنوع طرح‌ها و مواد استفاده شده، هر فرد می‌تواند پارکتی را انتخاب کند که به سلیقه و نیازهای خود بیشترین تطابق را دارد.

## لایه های تشکیل دهنده پارکت لمینت
پارکت لمینت های کف از 5 بخش اصلی تشکیل شده اند:
- لایه بیرونی پارکت Backing Stabilizing Layer
- مغزی یا هسته مرکزی پارکت Core Layer
- لایه Paper Print Layer
- طرح لمینت | Decorative Layer
- لایه رویی و محافظ رزین Melamine Wear Layer